# Estadio El Gigante del Norte
Das Estadio El Gigante del Norte (deutsch Riese des Nordens-Stadion) ist ein Fußballstadion in der argentinischen Stadt Salta. Es wurde im Jahre 1993 erbaut und fasst heute 24.300 Zuschauer, wovon 1.000 Plätze Sitzplätze sind. 
Der heimische Fußballverein Gimnasia y Tiro de Salta trägt hier seine Heimspiele aus, weshalb das Stadion auch als Estadio de Gimnasia y Tiro geläufig ist.